# Переладов, Виктор Михайлович
Виктор Михайлович Переладов (род. 12 января 1937) — писатель, журналист.

## Биография
Окончил юридический факультет Пермского Государственного университета. После окончания работал в правоохранительных органах г. Нижнего Тагила, затем на выборных должностях комсомола и советских органов: в Азовском городском и Ростовском областном Советах депутатов трудящихся.
Однако большая часть трудовой деятельности была отдана журналистике, которую он начинал в должности корреспондента редакции газеты «Вечерний Ростов», затем корреспондента Ростовского областного комитета по радиовещанию и телевидению, редактора Ростовского книжного издательства, главного редактора книжного издательства «Проф-Пресс», корреспондента Ростовского отделения газеты «Аргументы и Факты» и общественно — политической газеты Аксайского района «Победа». Со слов Виктора Михайловича, в его трудовой биографии были годы работы первым помощника капитана на судах заграничного плавания Волгодонского речного пароходства. Писатель побывал в Марокко, Сирии, Румынии, Испании, Италии. Эти путешествия вдохновили автора на написание первых литературных произведений. В своих повестях он рассказывал о странах, в которых побывал, о встречах с жителями, о дружбе с ними. В Испании он познакомился с Мигелем и его супругой Джулией. Не раз он был в гостях у семьи. Общение переросло в крепкую дружбу. Виктор Михайлович с теплотой вспоминает эти встречи.
С 1993 года проживает в г. Аксае Ростовской области.

## Творчество
Его перу принадлежат романы, детективные повести и более 10 повестей для детей и юношества. Многие из его произведений переизданы. Кроме того, им опубликованы десятки очерков и рассказов в областных и районных газетах и коллективных сборниках, изданных Ростовскими издательствами. Член Союза журналистов Российской Федерации.

## Награды и звания
- Дипломант Всесоюзного конкурса за лучшее произведение художественной публицистики и конкурса за лучшую книгу молодёжной тематики. (1989 −1990 гг.)
- Награждён медалью второй степени к ордену «За заслуги перед Отечеством» (1995 г.)

### Издания для взрослых
- Исчезнувшие в ночи. — Ростов-н/Д: Булат, 2005. — 224 с.
- Судьбу не выбирают: роман. — Ростов-н/Д, 2006. — 500с.
- Соседи: роман. — Ростов-н/Д: Булат; Дониздат, 2012. — 424с.

### Повести для детей и юношества
- Бой после победы: документальная повесть / В. Переладов, А. Моисеев. — Ростов-н/Д: Кн. изд-во, 1975.- 143с.
- Я вернусь с победой, мама // Сашина высота: документальный рассказ о пионерах-героях Дона / В. Переладов, А. Агафонов и др.- Ростов-н/Д: Кн. изд-во, 1975. — С. 161—182.
- Сочинение на свободную тему: повесть. — Ростов-н/Д: Кн. изд-во,1985. — 159с.
- От Белого утёса: повесть. — Ростов-н/Д: Кн. изд-во, 1989. — 176с.
- Бегство от скуки: рассказы об интересах и увлечениях: Сборник. — Ростов н/Д : Кн. изд-во, 1989. — 125 с.
- Загранка: повесть // COCKTAIL — BOOK. — Ростов-н/Д: Кн. изд-во, 1996. — С.354-514
- Тайны страны Мурозаврии: повесть. — Ростов-н/Д: Булат, 2004. — 224с.
- По морям, по волнам… : повести. — Ростов-н/Д: Булат, 2005. — 116с.
- Дим и Тим: повесть.- Ростов-н/Д: Булат, 2009. — 63 с.
- О друзьях необыкновенных, весёлых и верных. — Ростов-н/Д: Булат, 2004.
- Не ждали, а я пришёл: повесть. — Ростов-н/Д: Булат,2013. — 104с.
- Мама, я ушёл на фронт: документально-художественный сборник. — Ростов-н/Д: Булат; Дониздат, 2015. — 244с.
- Друзья из Большого затона: повесть. — Ростов-н/Д: Булат; Дониздат, 2015. — 128с.

### Редактор коллективных сборников
- И вечная любовь моя — Аксай…Стихи и проза. — Ростов-н/Д: Ростиздат, 2002.-336с.
- Аксайские мотивы. Стихи и проза. — Ростов-н/Д: Книга, 2003.-320с.
- Поклон тебе, родная сторона. Стихи и проза. — Ростов-н/Д: Ростиздат, 2007.-384с.
- Не войны славим — подвиги народа! Воспоминания ветеранов Великой Отечественной войны Аксайского района Ростовской области.- 2-е изд.- Ростов-н/Д: Книга, 2003.-304с.
- Поклонимся великим тем годам! Воспоминания ветеранов Великой Отечественной войны Аксайского района Ростовской области.- Ростов-н/Д: Ростиздат, 2005.-384с.
- Живи в веках Великая Победа! Воспоминания ветеранов Великой Отечественной войны Аксайского района Ростовской области.- Ростов-н/Д: Булат; Дониздат, 2010.-480с.